# Irodalmi vita (Erdély)
Irodalmi vita (Erdély, 1918–1989) különböző nézetek, felfogások, eszmei irányulások nyilvános gondolatcseréje, összecsapása és kiegyenlítődése irodalmi megnyilatkozások megítélése körül, a műveket illető kritika szakmaiságán túlmenő erkölcsi és közügyi (nemzetiségi–társadalmi–politikai) érveléssel és összefüggésrendszerben.

## 1918–1944 között
Az irodalomtörténet-írás általában megkülönböztet ugyan a romániai magyar irodalom fejlődésmenetében áramlatokat, csoportosulásokat, iskolákat, nemzedékeket, e kategóriák kiforrása, teljesedése és kölcsönviszonyulása azonban az 1919-től máig zajló viták tanulmányozásának hiánya folytán háttérben maradt. Újabban növekvő figyelem fordul a vitacikkek tárgyköre, a véleménycserék menete, az ellentétek keltette közérdeklődés megoszlása és a nyíltan vagy hallgatólagosan kialakuló döntések, esetleg szintézisek felé, éppen e szellemi mozgásjelenségekben ismerve fel az irodalmi fejlődés egyik hajtóerejét. Bár a több mint hat évtizede ismétlődő változatos viták felmérésének kezdetén vagyunk, az eddigi törekvésekből kiviláglik, hogy a mindenkori összecsapásokból előítélet-mentes tárgyilagossággal közös konklúziók szűrhetők ki, megtalálva a maradandó értékek kiválasztódásának eredővonalát.
A romániai magyar irodalom keletkezési vitája egészében még feltáratlan, egy-egy részlet azonban főleg az emlékiratokból és sajtómonográfiákból ismert s irodalomtörténetileg is kibányászott. Eleinte különböző városokban a helyi sajtó körül támadtak irodalmi gócok, s a kolozsvári Napkelet 1920-ban feltett irodalmi körkérdései közt már szerepel a gond: „Mik a magyar irodalom feladatai Erdélyben?” Közéleti hátteret és politikai nyomatékot egy önálló erdélyi magyar irodalom kibontakozásának eszméje akkor kapott, amikor 1921 elején Kós Károly két társával, az ugyancsak közíró Paál Árpáddal és Zágoni Istvánnal Kiáltó szó címen röpiratba foglalta a romániai magyarság öncélú életvállalásának programját, állást foglalva az erdélyi népek együttélését jelző transzilvanizmus mellett. A fellépés nem maradt ellenvélemény nélkül. Főleg azonban az alföldi városokban, mint Nagyvárad, Arad, Temesvár, ahol a budapesti liberális-urbánus szellemi hagyományoknak erősebb volt a gyökere, ezt az erdélyi hangvételt vidékiességnek fogták fel, s elkezdődött az az évtizedeken át ismétlődő különleges „kozmopolita-vita,” melynek során a felek vagy a provincializmust, vagy a honi kérdésektől való elidegenedést vágták egymás szemébe, hogy újra meg újra az egyetemesség és a patriotizmus, európaiság és erdélyiség összeegyeztethető, sőt azonos voltának kívánsága kerekedjék felül. Az önálló erdélyi magyar irodalom kifejlődésének igényét azonban a történelmi változásokkal nem számolók skizma-vádjával szemben is meg kellett védeni, majd a repatriáló Makkai Sándor „nem lehet”-tételével szemben is, a honi helytállás sarkigazságának fogadva el szenvedélyes viták során a Reményik Sándor kifejezte "ahogy lehet" vagy "lehet, mert kell" jelszavát.
A bekövetkező gazdasági válság, a feszültségek megnövekedése világnézeti elemeket juttatott érvényre az irodalmi viták számos változatában, s a szellemi élet egyre árnyaltabb differenciáltsága is hozzájárult az ellentétek fokozásához, a sajátos kisebbségi helyzetben azonban minden oldalon erősödtek az egybehangzások, és nem hiányoztak azok sem, akik a közös érdekű megegyezés útját keresték. Mind az Erdélyi Helikon, mind a Korunk filológiája rátalált már az egykor szemben álló felek érveléseinek lényegbeli kiegyenlítődésére, így Kós Károly és Gaál Gábor vitája az „erdélyi gondolat”-ról mai felülvizsgálatban a kozmopolitizmus és provincializmus egymásra szórt vádjai ellenére mindkét oldalon honi feladatokra való ráállást jelzett, és egyben az egyetemes európai vagy világszint igényét hordozta magában, távlatosan érvényre juttatva Szentimrei Jenő egykorú, a két lapot egymás kiegészítésében értékelő állásfoglalását.
A már eredetileg vitafórumnak elképzelt Korunk, mely alapítója, Dienes László szerint „...helyet ad minden világnézeti iránynak, amely valódi meggyőződésen alapszik”, tág teret nyitott az irodalmi kifejezésmód mindenkori megvitatásának. Kiemelkedő 1927-ben Déry Tibor vitája „a homokóra madarai” lírai realitásáról; Sinkó Ervinnel és Pap Józseffel együtt a költészet közérthetőségének és a szürreális képalkotásnak a kérdéseit vették elmés vizsgálat alá. A vitakeltő Déry-cikket a szerző utólagos jegyzetével 1974/10-es számában – mintegy a neoavantgárd alátámasztására – újraközölte a Korunk.
Bő irodalom kerekedett Berde Mária 1929-es Vallani és vállalni c. cikke és a körülötte támadt – az erdélyi és bánsági magyar napilapokra is kiterjedt – szenvedélyes disputa újraolvasásából is. A történelmi regények időszerűtlenségéről s az írók korszerű helytállásának hiányairól szóló eszmecsere gazdag dokumentumanyagát bemutatva, Tóth Sándor 1971-ben ezt a vitát s főleg a Kacsó Sándor hozzászólása nyomán támadt sajtócsatát „az erdélyi írók gyávasága” körül kapcsolatba hozta az „erdélyi gondolat” vitájával. A saját szavai szerint is jelzésszerű tájékoztatást 1981-ben Kántor Lajos Utunkbeli cikksorozata már szélesebb irodalomtörténeti összefüggésekbe helyezi, mégpedig Mózes Huba közben kiásott Berde-vallomására támaszkodva, mely szerint az erdélyi magyar irodalom megújhodását sürgető vita kezdeményezője maga Kuncz Aladár, az Erdélyi Helikon szerkesztője volt. Az irodalmi vita ismerete kellő dokumentáció, újraolvasás és összehasonlító értelmezés során irodalomtudományunk nélkülözhetetlen tartozékának bizonyult, s a vitacikkek műfajisága szerint egyben ráirányítja figyelmünket publicisztika és irodalom mélyebb összefüggéseire.
Új begyűjtést és feldolgozást igényel több, egy-egy írói személyiséghez kötött irodalmi vita, különös tekintettel arra, hogy nemcsak a két világháború közt zajlott, hanem fel-felújul azóta is. Konzervatívok és haladók az 1920-as években nem egy vonatkozásban nemzedéki jelleget öltő Ady-vitája az 1970-es években prozódiai vitaként lobbant fel újra, de kiterjedt a költészet olyan családi vonatkozásaira is, mint aminőt a Csinszka-kérdés rejteget. Egészében feltáratlan még a Tamási Áron életművét kísérő polémia változatossága, mint ahogyan a Bánffy-jelenség körül ismétlődő eszmei ütközések vagy különösen az 1950-es években új hévvel kirobbant Dsida-viták újraolvasása is irodalomtörténeti feladat.
Akárcsak a napi politikában, ahol az Országos Magyar Párt (OMP) hivatalos grófi-polgári vezetésével szemben újra meg újra néppárti, reformsürgető ellenzéki mozgalmak, majd politikai külön vonulatok léptek fel, mint amilyen volt a munkásmozgalommal szövetkező Magyar Dolgozók Szövetsége (MADOSZ) is, úgy az irodalmi életben is voltak kirajzások az átfogóaknak vélt, de nem ellentmondásmentes keretekből, így a helikoni munkaközösségből, s ezeket a megnyilatkozásokat heves irodalmi vita kísérte. Az Erdélyi Magyar Írói Rend (EMÍR) akciója vagy a külön antológiákkal felvonuló fiatal írók nemzedéki jellegű mozgolódása (az Ady Endre Társaság 1933-ban, a tizenhét fiatal erdélyi író társulása a Bözödi-féle Székely bánja kiadására, Szemlér Ferenc Jelszó és míthosz c. cikke a transzilvanizmus ellen, majd az Erdélyi Enciklopédia csoport fellépése) részleteiben már feldolgozott, de a kísérő szellemi összecsapások, írásbeli nézetcserék, nemegyszer pamfletek a belőlük adódó tanulságokkal együtt eltűntek az időben, noha a fiatalok törekvései az Erdélyi Helikon táborán belülről is kaptak erősítést. Elég Kacsó Sándor Ki a kastélyból a kertbe! vagy Szentimrei Jenő Ki a szalonból az ugarföldekre! c. írásait idéznünk a Brassói Lapokból (1936). Inkább eseménytörténetében, mint a mellette és ellene érvelő viták oldaláról ismert az 1937-es vásárhelyi találkozó, melynek demokratikus nemzetiségi közületteremtő s a román–magyar viszonyt szabályozó jelentőségét Csatári Dániel (1967) és Turzai Mária (1977) könyvben méltatta. Maguk a fiatal értelmiség kongresszusán elhangzott viták kiadatlanok.
Az irodalmi vita lényegesen hozzájárult a nemzetiségi érdekeket fenyegető beszűkülések és kizárólagosságok felszámolásához. A fiatal értelmiség ama része, mely a Hitel körül csoportosulva jobboldali befolyásnak volt kitéve, a fellépéseit bíráló hozzászólások nyomán a konkrét honi feladatok demokratikus megoldása felé fordult, a Korunk pedig levetve proletkultos-sematikus túlzásait, egy tudatosan vállalt népfronti-nemzetiségi irányvonalon közelítette meg a román–magyar megegyezésre és demokratikus kibontakozásra késztető Vásárhelyi Hitvallás tételeit. A fasizmus előretörése, a hitlerizmust szolgáló népeket egymással kijátszó bécsi diktátumok, majd a II. világháború megpróbáltatásai szétzilálták a kialakuló közösséget, s átmenetileg a harmadikutas Termés és a megszűnt Korunk folytatásaként fellépő észak-erdélyi antifasiszta írói csoport között keletkezett új vita, főleg a 48-as Erdély c. zsebkönyv (Kolozsvár, 1943) körül, majd ez szélesedett politikai eszmecserévé „Egy névtelen munkás” (Józsa Béla) leveleinek sajtóvisszhangjában.

## 1944 után
1944 után a volt vásárhelyi találkozó szétvált elemei újra egymásra találtak, s a Magyar Népi Szövetség (MNSZ) keretében létrejött a román demokrata erőkkel szövetkező magyar népi egység. A kezdeti forradalmi szakasz humánumát idővel felváltó szektás túlzások azonban új szellemi ellentéteket váltottak ki, s ha a dogmatikus és antidogmatikus álláspontok összecsapása mindmáig nem is jutott még átfogó irodalomtörténeti feldolgozásig, a bírálatokban és irodalmi műfajokban (versekben, regényekben, drámákban) napvilágra került tény- és vitaanyag változatossága és gazdagsága sietteti a számbavételt. Annál is inkább, mert sem a dogmatizmus áldozatául esett Gaál Gábor rehabilitálásának, sem a helikonista írók vagy a hasonlóképpen egy ideig elhallgatott népi írók korszerű befogadásának és újbóli kiadásának megindult folyamata még nem jutott el a teljes kifejlethez.
Felmérésre, összegezésre, mélyebb értelmezésre vár még számos olyan irodalmi vita is, mely főleg a Korunk, A Hét, Igaz Szó és Utunk hasábjain már az egymást követő Forrás-nemzedékek jelenlétében zajlott le: így a Sütő András Csipkerózsika c. írása (Korunk 1978/6) körül elkezdődött úgynevezett „Csipkerózsika-per”, A Hét vitája a népi kultúráról és az Arany János óta hagyományos kozmopolita-vita, más formákban népi–urbánus vita erdélyi „gyökér-vita”-változatának fel-felújulása. Ezekben ismételten a honi kötődés és felelősség, a nemzetiségi sajátosság, a népszolgálat igehirdetői kaptak hajba az esztétikum, az egyetemes emberi horizont, a világkitekintés, az írói szabadság ugyancsak igazságokat hordozó szószólóival, a viták során azonban kölcsönösen lefoszlottak az előítéletek, általánosítások és személyeskedések, s nem maradtak el azok a hozzászólások, melyek a sajátosság méltóságát, a népi kötődést, honiságot közös nevezőre tudták hozni az esztétikum, egyetemesség, írói szabadság követelményeivel, utat nyitva egy adandó tárgyilagos vitamérlegelés észszerű konklúzióinak. Ugyanitt jutott előbbre vivő eredményekre mind a Gáll Ernő Monológ vagy párbeszéd? c. jegyzete (Korunk, 1969/12) nyomán fellobbant irodalom-centrizmus-vita, mind a magyar irodalmi tankönyv és oktatás vitája is (1978).
Egy hovatovább nélkülözhetetlen vitatudomány, Diskussions-wissenschaft, polemológia számadó lehetőségeit közelítette meg Tóth Sándor Sajtóvitáink seregszámlája c. tanulmányában (Korunk, 1979/1–2) egyetemi hallgatóinak könyvészeti felmérései alapján. A fiatalok kilenc év (1964–72) vitaanyagát jegyezték ki az Ifjúmunkás, Igaz Szó, Korunk, Utunk, A Hét, Előre, Megyei Tükör és a Művelődés évfolyamaiból; a megvizsgált 112 vitának minősülő cikkanyagban legkevesebb húsz hozzászólóval szerepel az Ifjúmunkás romantika- (1966) és Vitorla-ének vitája (1967), az Igaz Szó kerekasztal-disputája az írói elkötelezettségről (1968) és drámairodalmunkról (1970), az Ifjúmunkás vagány-vitája a modernizmusról (1971), A Hét eszmecseréje a tudományos ismeretterjesztésről (1971–72) s A Hét, Korunk, Utunk, Igaz Szó vitája a Kántor–Láng-féle irodalomtörténeti munkáról (1972). A tanulmányíró beható elemzéssel elválasztja a vitákat és álvitákat, kiküszöböli az ártalmas vagy meddő vitákat, a módszeres kritikai vitameder feltételeit tárgyalja, és közös erőfeszítéseket kíván, hogy az ütköző felek "tisztultabb légkörben, nemesebb eszközökkel vívhassák meg egymással eszményeik érvényesítésére irányuló vitáikat".